# Apolinar Brull Ayerra
Apolinar Brull Ayerra, född den 3 juli 1845 i San Martín de Unx, Navarra, död den 7 april 1905 i Madrid, var en spansk romantisk kompositör.
Brulls verk består främst av zarzuelor. Han samarbetade med bland andra José Jackson Veyán.

## Verk
- Espinas de una rosa - Zarzuela en un acto (1882)
- Guldnara (1884)
- Blanca de Saldaña - Drama lírico en tres actos (1887)
- La verdad desnuda - Sátira social en un acto (1888)
- La cruz blanca - Zarzuela en un acto (1888)
- Las virtuosas - Boceto cómico lírico en un acto (1888)
- El fuego de San Telmo - Sainete en un acto (1889)
- Panorama nacional - Boceto cómico lírico en un acto (1889)
- Sociedad secreta - Juguete cómico lírico en un acto (1889)
- Los empecinados - Zarzuela en dos actos (1890)
- La boda del cojo - Zarzuela cómica en un acto (1891)
- El ángel guardián - Zarzuela en tres actos (1893)
- La merienda - Sainete lírico en un acto (1894)
- Madrid cómico - Zarzuela en un acto (1896)
- Su majestad la tiple - Juguete cómico en un acto (1896)
- El ángel caído - Sainete lírico en un acto (1897)
- La buena sombra - Sainete en un acto (1898)
- El querer de la Pepa - Sainete lírico en un acto (1899)
- La celosa - Sainete lírico en un acto (1900)
- Los Charros - Zarzuela en un acto (1902)